# Большеданов, Павел Владимирович
Па́вел Влади́мирович Большеда́нов (родился 16 июля 1956) — политик, депутат Саратовской областной думы.

## Биография
Родился 16 июля 1956 года в селе Большой Чаган Западно-Казахстанской области.
Образование высшее, экономическое: в 1978 году окончил Саратовский политехнический институт.
С 1978 года по 1981 год работал инженером на саратовском агрегатном заводе.
С июля 1981 года по декабрь 1989 года был на комсомольской работе: секретарь Фрунзенского райкома ВЛКСМ города Саратова, второй, затем первый секретарь Саратовского горкома ВЛКСМ. С января 1990 года по март 1992 года работал заведующим городским финансовым отделом Саратовского горисполкома.
С марта 1992 года работал начальник финансового управления Администрации Саратовской области, министр финансов Саратовской области, а с января 1997 года — заместитель председателя правительства области.
С июля 1999 года по 2004 занимал руководящие должности в саратовской газовой компании «Саратоврегионгаз».
8 сентября 2002 года избран депутатом Саратовской областной Думы третьего созыва. 12 апреля 2005 года избран Председателем Саратовской областной Думы.
С декабря 2007 по апрель 2012 – председатель комитета по вопросам жилищной, строительной и коммунальной политики облдумы.
В декабре 2007 года избран депутатом Саратовской областной Думы четвертого созыва.
С апреля 2012 года по февраль 2015 года работал заместителем председателя Правительства Саратовской области по экономике  Архивная копия от 1 октября 2016 на Wayback Machine
До 7 апреля 2011 года Павел Владимирович (вместе с сыном) входил в состав учредителей ООО «Сарпромтехстрой», однако в 2011 году созданное 19 августа 2003 года ООО было исключено из государственного реестра юридических лиц. Павел Владимирович, уже без сына, остался учредителем ныне действующего ООО «Имплант» (стоматологическая клиника, располагающаяся на ул. Московской, 43). У зампреда Большеданова самый большой вклад в уставный капитал этого Общества - 24% (2 880 рублей). Тот же процент, но уже с суммой вклада 2 400 рублей у него в ООО «Имплант Люкс» (ул. 2-я Садовая, 28/34). Помимо прочего, Павел Большеданов является одним из учредителей региональной общественной организации «Спортивная федерация тенниса Саратовской области» и председателем правления ТСЖ «Комсомольская, 6/8» Архивная копия от 1 октября 2016 на Wayback Machine.
В 2016 году оказался вовлечен в скандал с вышеупомянутым ТСЖ Архивная копия от 2 октября 2016 на Wayback Machine.

Имеет государственную награду: медаль ордена «За заслуги перед Отечеством» второй степени.